# 達靈頓 (密蘇里州)
達靈頓（英語：Darlington）是位於美國密蘇里州金特里縣的城市。

## 人口
根據2020年美國人口普查的數據，達靈頓的面積為1.07平方千米，皆為陸地。當地共有人口66人，而人口密度為每平方千米62人。